# Raymond Fellay
Raymond Fellay (* 16. Januar 1932 in Verbier; † 29. Mai 1994 in Sion) war ein Schweizer Skirennfahrer.
Fellay wurde 1955 und 1956 Schweizer Meister im Riesenslalom. Der grösste Erfolg seiner Karriere gelang ihm 1956 bei den Olympischen Winterspielen in Cortina d’Ampezzo, als er im Abfahrtslauf hinter dem Österreicher Toni Sailer die Silbermedaille gewann. Dies blieb die einzige Medaille für das Schweizer Herrenteam. In der nur als Weltmeisterschaft gewerteten Kombination belegte er zudem den vierten Platz.
Im gleichen Jahr eröffnete er zusammen mit seiner Ehefrau Monique in seinem Heimatort Verbier ein Sportfachgeschäft.
Mitte März 1966 wurde er, der nunmehr Skilehrer war, in der Nähe von Verbier von einer Lawine erfasst und gegen einen Felsen geschleudert, wobei er am Oberschenkel verletzt wurde. Fellay konnte sich an der Oberfläche der Lawine halten und sich aus eigener Kraft befreien.

## Erfolge

### Olympische Winterspiele
- Cortina d’Ampezzo 1956: 2. Abfahrt, 11. Slalom, 27. Riesenslalom

### Weltmeisterschaften
- Cortina d’Ampezzo 1956: 2. Abfahrt, 4. Kombination 11. Slalom, 27. Riesenslalom